# Euphthiracarus disparilis
Euphthiracarus disparilis är en kvalsterart som beskrevs av Wojciech Niedbała 1998. Euphthiracarus disparilis ingår i släktet Euphthiracarus och familjen Euphthiracaridae. Inga underarter finns listade i Catalogue of Life.